# Samostan Hagpat
Samostan Hagpat, znan tudi kot Haghpatavank (armensko: Հաղպատավանք), je srednjeveški samostanski kompleks v Hagpatu v Armeniji. Od leta 1996 je na seznamu Unescove svetovne dediščine.

## Zgodovina
Samostan je ustanovila kraljica Kosrovanujš, žena bagratidskega kralja Ašota III., verjetno leta 976. Bližnji samostan v Sanahinu je bil zgrajen približno v istem času.

## Opis
Lega samostana Hagpat je bila izbrana tako, da gleda na reko Debed v provinci Lori na severu Armenije. Zgrajen je bil ne na vrhu, ampak na polovici vzpetine na mestu, ki je bilo izbrano zaradi  zaščite in prikrit pred radovednimi očmi in tudi kot odgovor na neke vrste samostansko ponižnost. Zgrajen je na zelenem skalnatem pomolu, sredi gorskega krnice, ki je pogosto nad oblaki. Vrh na nasprotni strani reke je visok več kot 2500 metrov. Samostani severne Armenije niso osamljeni, za razliko od tistih v sušnih regijah države. Zgrajeni so bili v vaškem okolju in Hagpat je obdan s številnimi zaselki.
Največjo cerkev v kompleksu, stolnico Surb Nišan, katere gradnja se je verjetno začela leta 976, je leta 991 dokončal kralj Smbat. Gre za tipičen primer armenske arhitekture iz 10. stoletja. Njena osrednja kupola je naslonjena na štiri impozantne stebre stranskih sten. Zunanje stene so posejane s trikotnimi vdolbinami. Freska v apsidi prikazuje Kristusa Pantokratorja. Njen donator, armenski knez Khutulukhaga, je upodobljen v južnem transeptu. Sinova ustanovitelja cerkve, kneza Smbat in Kurike, sta prikazana s kraljico Kosrovanujš v basreliefu na vzhodnem zatrepu. Poleg ene ali dveh manjših obnov, izvedenih v 11. in 12. stoletju, je cerkev ohranila svoj prvotni značaj.
Na lokaciji je tudi več drugih struktur. Tam je majhna kupolasta cerkev Sourb Grigor (sv. Gregorja Razsvetitelja) iz leta 1005. Prvotni cerkvi so dodali dve stranski kapeli; večja, zgrajena v začetku 13. stoletja in manjša, znana kot Hamazasp hiša, zgrajena leta 1257. Leta 1245 je bil zgrajen trinadstropni samostojno stoječ zvonik. Drugi dodatki iz 13. stoletja so kapela Sourb Astvacacin, skriptorij in velik refektorij, ki je zunaj samostanskih meja .
Na ozemlju samostana stoji tudi nekaj čudovitih hačkarjev iz 11. do 13. stoletja, med njimi je najbolj znan Amenaprkič ('vseh Odrešenikov'), ki stoji od leta 1273.
Samostan je bil že večkrat poškodovan. Okoli leta 1130 je potres porušil dele samostana, obnovili so ga šele petdeset let pozneje. Prav tako je doživel številne napade oboroženih sil v mnogih stoletjih svojega obstoja in velik potres leta 1988. Kljub temu je velik del kompleksa še vedno nedotaknjen in danes stoji brez večjih sprememb.
Danes je območje vse bolj priljubljeno turistično mesto.
Opisan kot »mojstrovina religiozne arhitekture in glavno središče učenja v srednjem veku«, je bil Hagpatski samostan skupaj s samostanom Sanahin leta 1996 uvrščen na Unescov seznam svetovne dediščine.
Samostana v Hagpatu in Sanahinu sta bila izbrana kot Unescova svetovna dediščina ker:
»Oba samostanska kompleksa predstavljata najvišji razcvet armenske verske arhitekture, katere edinstven slog se je razvil iz mešanice elementov bizantinske cerkvene arhitekture in tradicionalne vernakularne arhitekture kavkaške regije«.

## Galerija
- Zvonik
- Še en pogled na zvonik in cerkev Sourb Nšan
- Umetniško izklesan vhod v eno od stavb
- Strop Hagpatskega samostana
- Haghpat, pogled od znotraj navzven; vidi se križne kamne ali hačkarje na levi in desni strani
- Hačkarji
- Notranjost cerkve
- Skriptorij. Luknje v tleh za skrivanje zvitkov v času nevarnosti.